# Aedes shannoni
Aedes shannoni är en tvåvingeart som beskrevs av Vargas och Robert Jack Downs 1950. Aedes shannoni ingår i släktet Aedes och familjen stickmyggor. Inga underarter finns listade i Catalogue of Life.